# Sakaser
Sakaser ist der höchste Berg im Salzgebirge in Pakistan.
Er liegt im Distrikt Khushab in der Pothoharregion und ist 1522 Meter hoch.
Östlich am Fuße des Berges liegt der Uchhali-See, ein Gewässer mit hohem Salzgehalt. Auf dem Gipfel des Berges befindet sich eine Radaranlage.